# حزب الحياة الحرة الكردستاني

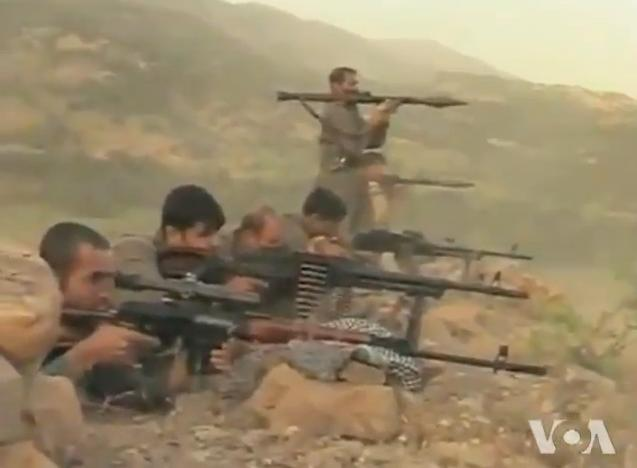
جنود من حزب الحياة الحرة الكردستاني أثناء التدريبات

حزب الحياة الحرة الكردستاني (بالكردي الجنوبية: پارتی ژیانی ئازادی کوردستان) (بالكردية الشمالية: Partiya Jiyana Azad a Kurdistanê) ويعرف اختصارًا (PJAK) بيجاك وهي امتداد لحزب العمال الكردستاني في إيران حركةٌ مسلحةٌ ذات توجه قومي تكافح من أجل الحكم الذاتي لكردستان إيران.